# Pescadora sonriente
Pescadora sonriente es una pintura del maestro de la Edad de Oro holandesa Frans Hals, pintada a principios de los años 1630; ahora se encuentra en una colección privada.

## Pintura
Esta pintura fue documentada por Hofstede de Groot en 1910, quien escribió "114. Una MUJER que VENDE ARENQUES. B. 51.; En un paisaje de dunas, una chica vista de rodillas está sentada de tres cuartos a la derecha. Sonríe y mira a la derecha. En su regazo sujeta con su mano izquierda una tina de madera con arenques. Sostiene un pescado en su mano derecha, la cual descansa en el borde de la tina. Lleva un corpiño rojo, un chal blanco, y una cofia negra. A la izquierda está el mar. A la derecha hay dunas altas con dos figuras de pie. A la izquierda de ellos está la vela de un barco. El cielo está cubierto de nubes grises. Tres pájaros vuelan. Firmado en la cuba con el monograma; tela, 32 pulgadas por 26 1/2 pulgadas. Una copia antigua estaba en posesión de un comerciante de Londres en 1908. Grabado por Gaujean. En la colección Oudry. Venta. Barón de Beurnonville, París, 9 de mayo de 1881, Núm. 302."
Hofstede de Groot señaló varias figuras más de pescadores de Hals junto con esta (numerados en el catálogo del 49 al 58c). Esta pintura fue también documentada por W.R. Valentiner en 1923.

Otras pinturas de humildes pescadores de Hals:

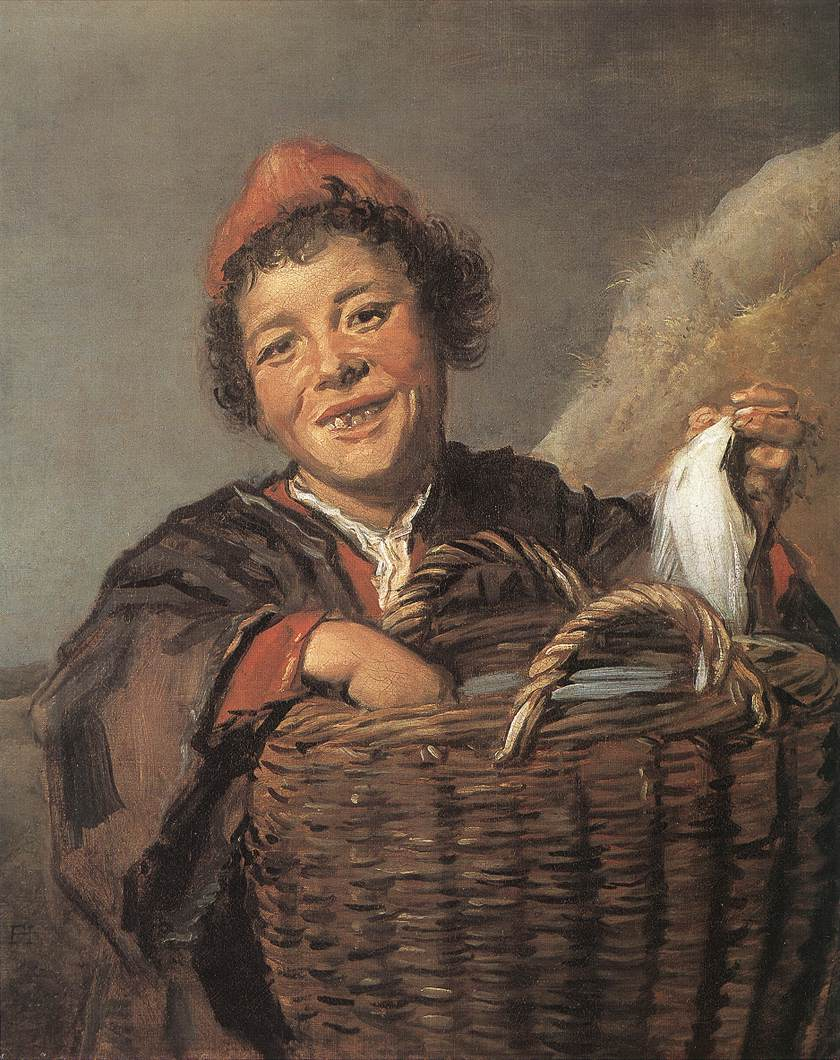
Niño pescador con cesta.
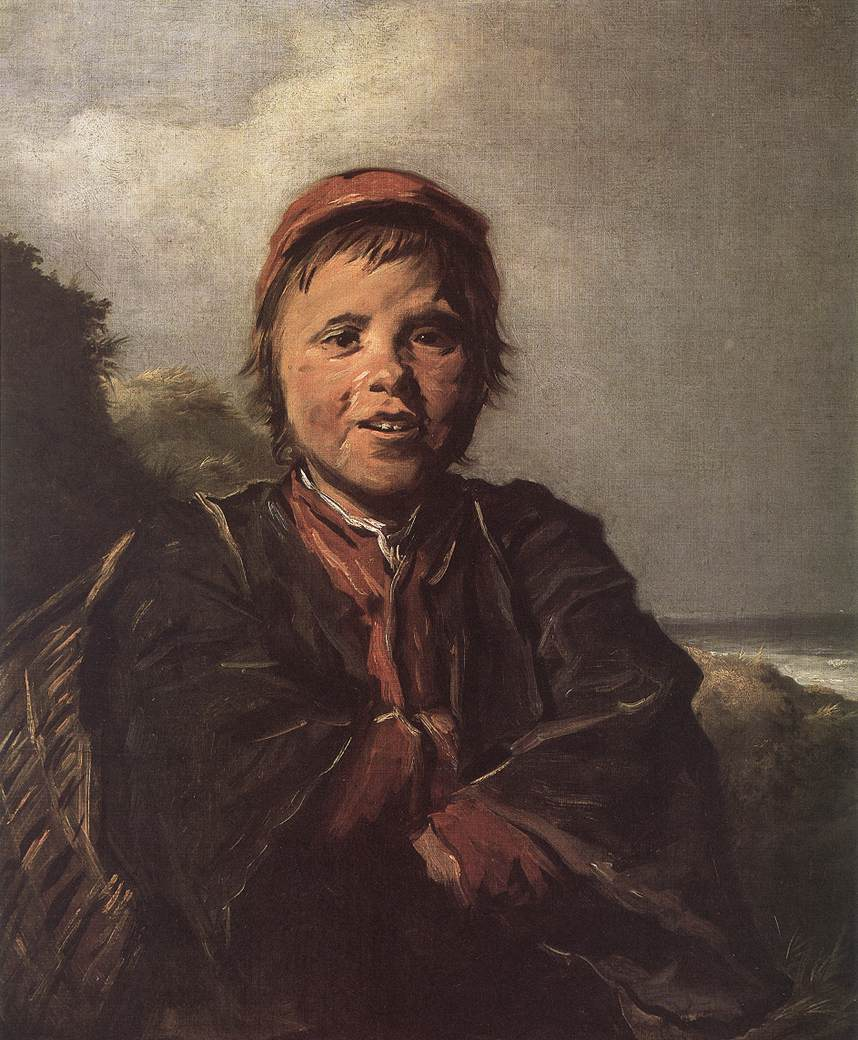
El niño pescador.
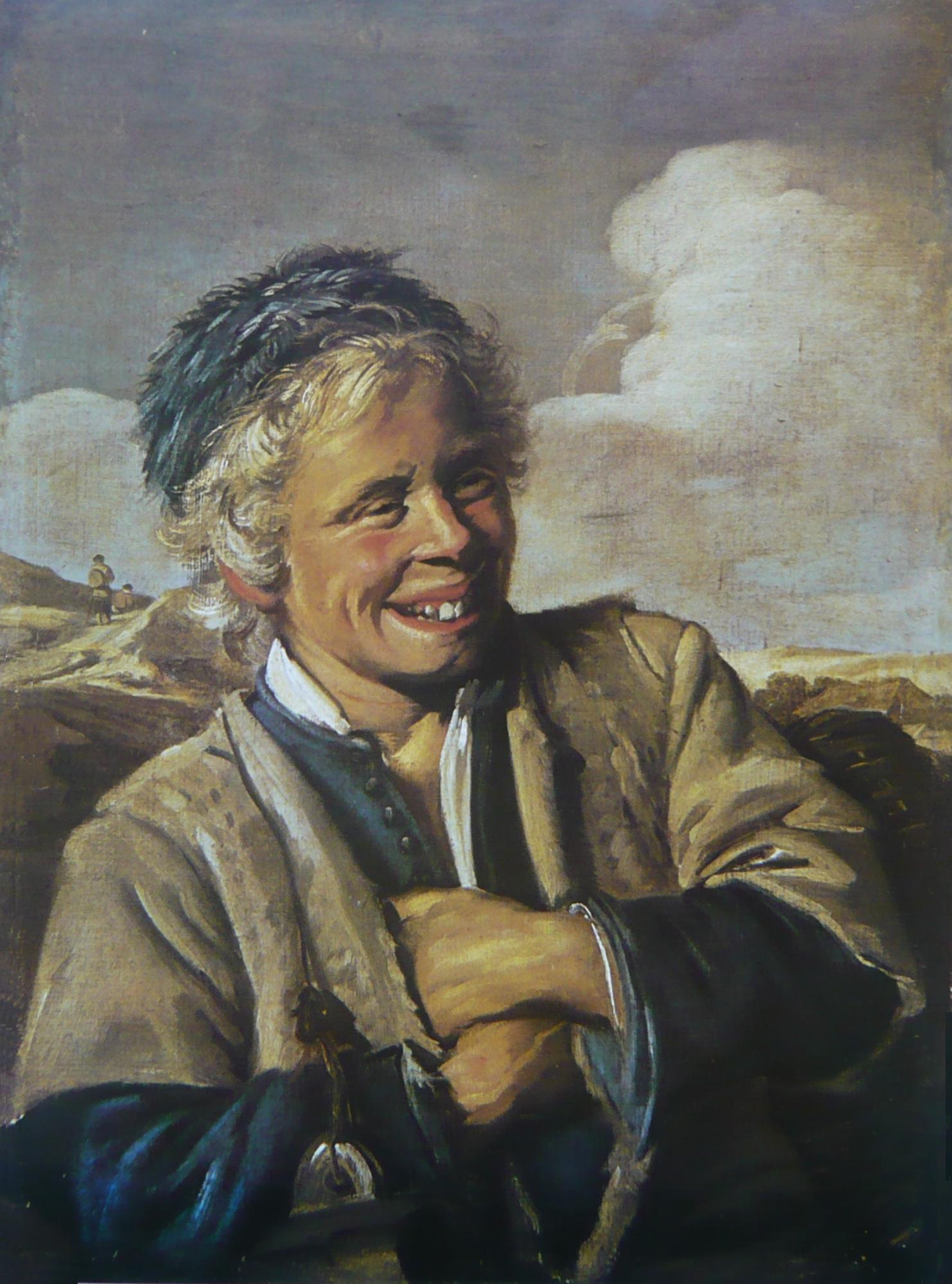
Joven pescador riendo.